# Meridià 109 a l'oest
El meridià 109 a l'oest de Greenwich és una línia de longitud que s'estén des del pol Nord travessant l'oceà Àrtic, Amèrica del Nord, el Golf de Mèxic, l'oceà Pacífic, l'oceà Antàrtic, i l'Antàrtida fins al pol Sud.
El meridià 109 a l'oest forma un cercle màxim amb el meridià 71 a l'est. Com tots els altres meridians, la seva longitud correspon a una semicircumferència terrestre, uns 20.003,932 km. Al nivell de l'Equador, és a una distància del meridià de Greenwich de 12.134 km.
Als Estats Units, les fronteres occidentals de Colorado i Nou Mèxic i les fronteres orientals de Utah i Arizona es troben al sud del meridià 32 a l'oest de Washington, que és aproximadament 3  minuts de longitud a l'oest del meridià 109 meridià a l'oest de Greenwich, o aproximadament 2,5 milles o 4,0 km.

## De Pol a Pol
Començant en el pol Nord i dirigint-se cap al pol Sud, aquest meridià travessa:
| Coordenades                               | País, territori o mar | Notes |
| ----------------------------------------- | --------------------- | --- |
| 90° 0′ N, 109° 0′ O / 90.000°N,109.000°O  | Oceà Àrtic            | Passa a l'est de l'illa de Borden, Nunavut, Canadà (at 78° 28′ N, 109° 13′ O / 78.467°N,109.217°O) · Passa a l'est de l'illa de Vesey Hamilton, Nunavut, Canadà (at 76° 54′ N, 109° 2′ O / 76.900°N,109.033°O)                                                                     |
| 76° 49′ N, 109° 0′ O / 76.817°N,109.000°O | Canadà                | Nunavut — Illa de Melville |
| 75° 53′ N, 109° 0′ O / 75.883°N,109.000°O | Badia de Sabine       | |
| 75° 29′ N, 109° 0′ O / 75.483°N,109.000°O | Canadà                | Nunavut — Illa de Melville |
| 74° 59′ N, 109° 0′ O / 74.983°N,109.000°O | Canal de Parry        | Canal del Vescomte Melville |
| 72° 46′ N, 109° 0′ O / 72.767°N,109.000°O | Canadà                | Nunavut — Illa Victòria |
| 68° 44′ N, 109° 0′ O / 68.733°N,109.000°O | Estret de Dease       | |
| 68° 19′ N, 109° 0′ O / 68.317°N,109.000°O | Bathurst Inlet        | |
| 68° 0′ N, 109° 0′ O / 68.000°N,109.000°O  | Canadà                | Nunavut — Illa Lewes, les illes Stockport i el continent Territoris del Nord-oest — des de 64° 48′ N, 109° 13′ O / 64.800°N,109.217°O, passa a través del Gran Llac de l'Esclau Saskatchewan — des de 60° 0′ N, 109° 13′ O / 60.000°N,109.217°O, passa a través del Llac Athabasca |
| 49° 0′ N, 109° 0′ O / 49.000°N,109.000°O  | Estats Units          | Montana Wyoming — des de 45° 0′ N, 109° 13′ O / 45.000°N,109.217°O Colorado — des de 41° 0′ N, 109° 13′ O / 41.000°N,109.217°O Nou Mèxic — des de 37° 0′ N, 109° 13′ O / 37.000°N,109.217°O                                                                                        |
| 31° 20′ N, 109° 0′ O / 31.333°N,109.000°O | Mèxic                 | Sonora / Chihuahua border — des de 28° 17′ N, 109° 13′ O / 28.283°N,109.217°O Sonora — des de 28° 0′ N, 109° 13′ O / 28.000°N,109.217°O Sinaloa — des de 26° 26′ N, 109° 13′ O / 26.433°N,109.217°O, passa a través de Los Mochis                                                  |
| 25° 26′ N, 109° 0′ O / 25.433°N,109.000°O | Oceà Pacífic          | Passa a l'est de l'illa Clipperton (possessió de França, a 10° 17′ N, 109° 12′ O / 10.283°N,109.200°O) · Passa a l'est de l'illa de Pasqua, Xile (a 27° 6′ S, 109° 14′ O / 27.100°S,109.233°O)                                                                                     |
| 60° 0′ S, 109° 0′ O / 60.000°S,109.000°O  | Oceà Antàrtic         | |
| 73° 29′ S, 109° 0′ O / 73.483°S,109.000°O | Antàrtida             | Territori no reclamat |